# Mattias Johansson
Mattias Erik Johansson (ur. 16 lutego 1992 w Jönköping) – szwedzki piłkarz, występujący na pozycji obrońcy, w latach 2021–2023 w polskim klubie Legia Warszawa.

## Kariera klubowa
Swoją karierę piłkarską Johansson rozpoczął w klubie IF Hallby. Następnie został zawodnikiem klubu Kalmar FF. W 2009 roku awansował do kadry pierwszego zespołu. 17 października 2009 zadebiutował w Allsvenskan w zremisowanym 2:2 domowym meczu z GAIS. W Kalmarze występował do końca 2011 roku.
W styczniu 2012 Johansson został sprzedany za 1,5 miliona euro do AZ Alkmaar. W zespole z Alkmaaru swój debiut zaliczył 1 kwietnia 2012 w zremisowanym 2:2 wyjazdowym spotkaniu z Vitesse Arnhem. W maju 2013 roku wystąpił w wygranym 2:1 meczu finału Pucharu Holandii z PSV Eindhoven. Po ponad pięciu latach gry w Holandii wygasł jego kontrakt z klubem z Alkmaaru i zawodnik związał się umową z Panathinaikos AO.
21 czerwca 2021 podpisał dwuletni kontrakt z Legią Warszawa. W sezonie 2022/2023 zdobył z klubem Puchar Polski (sam Johansson wystąpił w trzech meczach turniejowych). Jego wygasający wraz z końcem sezonu 2022/2023 kontrakt nie został przedłużony.
Statystyki kariery
Stan na 5 maja 2023
| Sezon   | Klub              | Kraj     | Rozgrywki          | Mecze | Bramki |
| ------- | ----------------- | -------- | ------------------ | ----- | ------ |
| 2009    | Kalmar FF         | Szwecja  | Allsvenskan        | 4     | 0      |
| 2010    | Kalmar FF         | Szwecja  | Allsvenskan        | 13    | 0      |
| 2011    | Kalmar FF         | Szwecja  | Allsvenskan        | 24    | 1      |
| 2011/12 | AZ Alkmaar        | Holandia | Eredivisie         | 4     | 0      |
| 2012/13 | AZ Alkmaar        | Holandia | Eredivisie         | 12    | 0      |
| 2013/14 | AZ Alkmaar        | Holandia | Eredivisie         | 31    | 4      |
| 2014/15 | AZ Alkmaar        | Holandia | Eredivisie         | 31    | 1      |
| 2015/16 | AZ Alkmaar        | Holandia | Eredivisie         | 26    | 1      |
| 2016/17 | AZ Alkmaar        | Holandia | Eredivisie         | 25    | 0      |
| 2017/18 | Panathinaikos AO  | Grecja   | Superleague Ellada | 21    | 1      |
| 2018/19 | Panathinaikos AO  | Grecja   | Superleague Ellada | 19    | 4      |
| 2019/20 | Panathinaikos AO  | Grecja   | Superleague Ellada | 23    | 0      |
| 2020/21 | Gençlerbirliği SK | Turcja   | Süper Lig          | 29    | 3      |
| 2021/22 | Legia Warszawa    | Polska   | Ekstraklasa        | 20    | 1      |
| 2022/23 | Legia Warszawa    | Polska   | Ekstraklasa        | 11    | 1      |

## Kariera reprezentacyjna
Johansson grał w młodzieżowych reprezentacjach Szwecji na różnych szczeblach wiekowych. W seniorskiej reprezentacji Szwecji zadebiutował 28 maja 2014 w przegranym 0:1 towarzyskim meczu z Danią, rozegranym w Kopenhadze. W 70. minucie tego spotkania zmienił Mikaela Lustiga.

## Sukcesy
AZ Alkmaar
- Puchar Holandii: 2012/2013

### Legia Warszawa
- Puchar Polski: 2022/2023[3]
- Wicemistrzostwo Polski: 2022/2023[6]